# Environmental Research
Environmental Research (abgekürzt Environ. Res.) ist eine wissenschaftliche Fachzeitschrift, die halbmonatlich im Peer-Review-Verfahren bei Elsevier erscheint. Die Zeitschrift behandelt Themen aus dem Bereich der Umweltwissenschaften und erschien erstmals 1967. Veröffentlicht werden Beiträge über Umweltchemie und Ökotoxikologie, Umweltepidemiologie und die menschliche Gesundheit, Umweltmaterialtechnologie, Umweltprozesstechnologie sowie Toxikologie. Der Impact Factor der Zeitschrift lag 2023 bei 7,7. Chefredakteure sind Payam Dadvand vom Instituto de Salud Global de Barcelona, Grzegorz Lisak von der Nanyang Technological University, Johan Øvrevik vom Folkehelseinstituttet, Pierre Sicard von der Groupe ACRI und Aijie Wang vom Harbin Institute of Technology.